# Portrait Records
La Portrait Records è un'etichetta discografica statunitense, sorella della major Epic Records, a sua volta gestita dalla Sony BMG.
Fondata nel 1976, essa si occupò principalmente di pop, jazz e rock, vantando tra gli artisti più celebri posti sotto contratto Cyndi Lauper, Joan Baez, Burton Cummings, i McCrarys, gli Heart, Altered Images, Aldo Nova, Hawaiian pups, Peter Baumann, Sade, Stanley Clarke, Ornette Coleman e T-Square. Nel 2000 la casa discografica si assicurò anche la firma contrattuale del gruppo musicale heavy metal britannico Iron Maiden per le pubblicazioni del gruppo nei soli Stati Uniti.